# Воденица Хајризи
Воденица Хајризи, познат и као Џентлменска воденица је воденица у Вучитрну у насељу Смреконица изграђен у 19. веку. 

## Историјат
Воденица се налази у насељу Мустафа у Смреконици, у северном делу општине, око 7,5 километара од центра Вучитрна. Постоје извори да је воденицу подигао локални феудалац у 19. веку. Првобитно је изграђена за млевење кукуруза и пшенице, воденица је камена конструкција димензија 10 метара са 5 метара ојачана хоризонталним дрвеним клиновима и квадратним кровом од медитеранског црепа. За сваки од два усева испоручен је по један брусни камен у комплету са дрвеном корпом. Као што је било уобичајено у млиновима у околини, у млинарској соби били су смештени власник и гости из саме Смреконице, као и из оближњих села.
Млин породице Мустафа остао је нетакнут осим воденичног камена све до после Рата на Косову и Метохији. Године 2002. воденица је реновирана, њен кров и унутрашњи зид првог спрата.